# 岡本貫一
岡本 貫一（おかもと かんいち、1858年（安政23年）10月 - 没年不明）は日本の実業家。戦前の三井財閥の幹部。

## 経歴
千葉県山辺郡大網宿生まれ。岡本知忠の養子となり、岡本姓を名乗る。明治法律学校（現・明治大学）に学んだ後、第二次大戦前の当時、三井物産、三井銀行と共に、三井財閥御三家の一角を占めていた、三井鉱山合名会社に入社。
三井鉱山合名会社で主事となった後、三井財閥の本社組織となる三井合名会社が設立されたのに伴い同社に移り、鉱山部理事に就任。更に1909年に株式会社化により、三井鉱山株式会社が設立された際には、三井家出身者の指定席である社長に次ぐポストとして、團琢磨（後の三井財閥総帥）らと共に取締役に任ぜられ、「三井財閥御三家」の経営の中枢を担った。
1920年、池田成彬（三井財閥総帥）、米山梅吉（三井信託初代社長）らが、三井合名会社の参与に就任した際には、菊本直次郎（前職・三井銀行会長）らと共に、それに準ずる役職である「重役待遇」に就任した。